# Neuer jüdischer Friedhof (Worms)

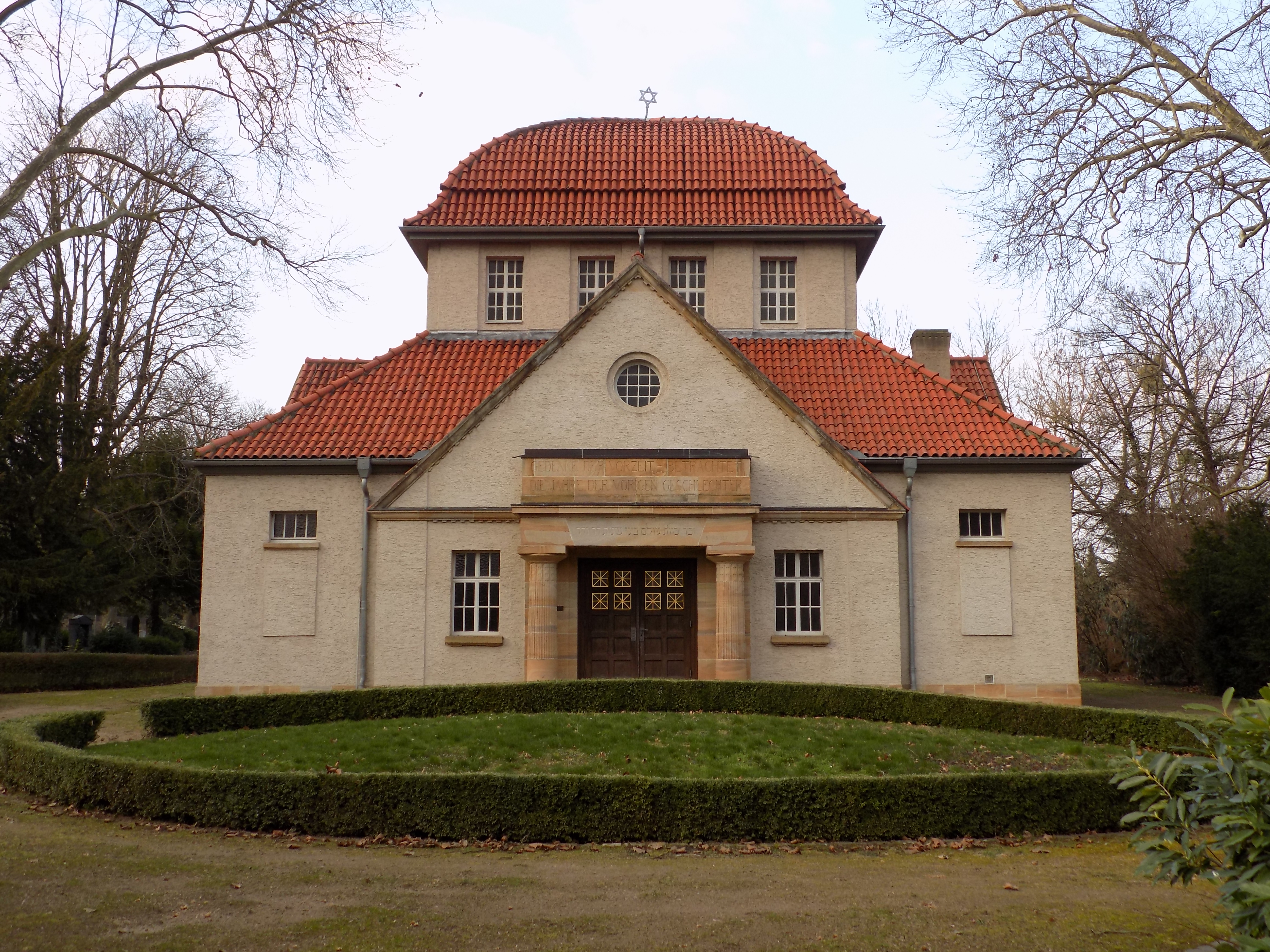
Trauerhalle des neuen jüdischen Friedhofs in Worms

Der neue jüdische Friedhof (auch Jüdischer Friedhof Worms-Hochheim) ist ein jüdischer Friedhof in der kreisfreien Stadt Worms in Rheinland-Pfalz. Der 1911 am Rande des Hauptfriedhofs Hochheimer Höhe angelegte Friedhof wird heute auf drei Seiten von diesem umschlossen. Die Anlage gehört heute der Jüdischen Gemeinde Mainz und steht unter Denkmalschutz. Auf dem 53,92 Ar großen Friedhof sind mehr als 300 Grabstellen ausgewiesen.

## Geschichte
Da der alte jüdische Friedhof Heiliger Sand, zwischen ehemaligem Stadtgraben und Bahnlinie gelegen, nicht mehr erweitert werden konnte, bemühte sich die jüdische Gemeinde in Worms ab 1888 um die Anlage eines neuen Friedhofs. 1910 konnte sie mit der Stadt Worms vertraglich vereinbaren, dass diese dafür ein Grundstück am östlichen Rand des 1889 angelegten Hauptfriedhofs Hochheimer Höhe bereitstellte, im Tausch gegen ein von der jüdischen Gemeinde für den Friedhofsbau erworbenes Grundstück an der Mainzer Straße.
Der jüdische Friedhof wurde von Stadtbaumeister Georg Metzler gestalterisch in den Hauptfriedhof integriert, da Metzler hoffte, dass die Abgrenzung zwischen beiden Friedhofsteilen zukünftig entfallen könnte. Metzler entwarf „eine große mächtige Grabstätte der Bürger der Stadt Worms, und zwar aller Konfessionen, in einheitlicher Anlage“. Von Metzler stammten auch der Entwurf der Trauerhalle und des Pförtnerhauses, die beide 1911 fertiggestellt wurden.
Am 20. November 1911 übergab die Stadt Worms den Friedhof feierlich der jüdischen Gemeinde. Die Weihe erfolgte bereits einen Tag zuvor, als am 19. November dort ein jüdisches Kind beigesetzt wurde. Sowohl die Wormser Zeitung als auch die jüdische Zeitschrift Der Israelit widmeten einen Tag später diesem Ereignis jeweils einen Bericht. In den 1920er Jahren wurde der Friedhof nach Westen erweitert. Zwischen 1987 und 2005 wurden die Trauerhalle und das Pförtnerhaus restauriert. Der Friedhof wird bis in die Gegenwart belegt und gehört heute der Jüdischen Gemeinde Mainz.

## Beschreibung

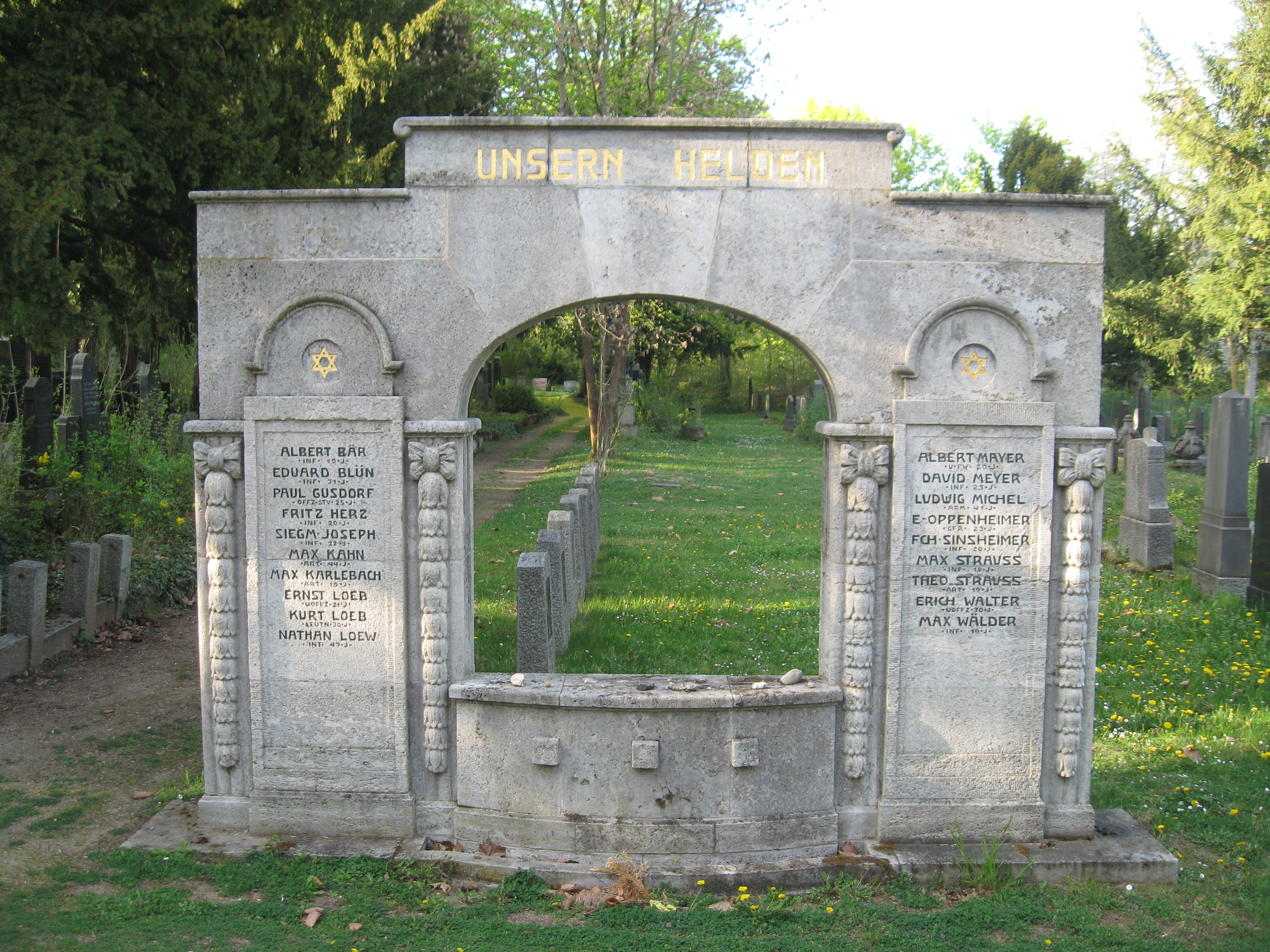
Kriegerdenkmal für die Gefallenen des Ersten Weltkriegs, geht auf eine Initiative von Carl Fried zurück.

Der Friedhof liegt auf einem langgestreckten Grundstück, dessen Südseite zur Eckenbertstraße hin von einer Mauer abgeschlossen wird. In der Mittelachse des ursprünglichen Grundstücks befindet sich ein Portal, durch das man über einen Vorplatz zur Trauerhalle gelangt. Rechts neben dem Portal befindet sich das Pförtnerhaus. Hinter der Trauerhalle steht ein Kriegerdenkmal für die Gefallenen des Ersten Weltkriegs, an das die nach Osten ausgerichteten Gräber anschließen.
Trauerhalle, Portal, Wächterhaus und Kriegerdenkmal sind in den Formen des Darmstädter Jugendstils gehalten. Die Schaufassade der 1911 erbauten, heute als Kulturdenkmal geltenden Trauerhalle zum Vorplatz hin ist in mehreren Stufen gegliedert: Ein dreiachsiger Risalit wird von einem großformatigen Giebelfeld mit einem Rundfenster gekrönt. Der Mittelteil über dem Trauersaal ist um ein Geschoss überhöht und wird von einem Glockendach bedeckt. Nach oben abgeschlossen wird das Gebäude durch einen Davidstern. Über dem säulengestützten Hauptportal befindet sich die deutsche und hebräischen Inschrift „Gedenke der Vorzeit – Betrachtet die Jahre der vorigen Geschlechter“ (Dtn 32,7 ).
 Es wurde von 1987 bis 2005 restauriert.
Durch das Portal gelangt man in die quadratische Trauerhalle, einen 9,50 m hohen Zentralraum, dessen Seitenschiffe und Vorraum durch Säulen aus Muschelkalk abgetrennt werden. Die Wände sind mit aufwändigem Ornamentputz gestaltet, der mit dem Boden aus rotem Sandstein und der hölzernen Kassettendecke eine feierliche Stimmung hervorrufen sollte. In der Rückwand der Trauerhalle befindet sich eine Konche zur Aufstellung des Sarges, die mit byzantinisch anmutenden Rankenornamenten ausgemalt ist. Durch eine Doppeltür innerhalb der Konche gelangt man in einen Flur, der auf den Friedhof führt. Zu beiden Seiten der Vorhalle und des Flures sind Nebenräume für die Friedhofswärter und die Aufbewahrung der Toten und die Leichenwaschung angeordnet. An der Rückwand der Trauerhalle ist außen ein Brunnen für die rituelle Waschung der Hände angebracht.
Auf dem Friedhof befinden sich ein Kriegerdenkmal für die Gefallenen des Ersten Weltkriegs, ein Ehrenfeld für während des Ersten Weltkriegs in Worms verstorbene jüdische Kriegsgefangene aus Russland und ein Feld für vierzehn nichtjüdische Kriegsgefangene aus der Sowjetunion, die während des Zweiten Weltkriegs in Worms starben.